# مجلة صوت الشباب
مجلة صوت الشباب. مجلة دورية فصلية تصدر عن جمعية قدماء الكشافة الإسلامية الجزائرية في كل ثلاثة أشهر باللغة العربية و أربع صفحات باللغة الفرنسية.

## فهرس العددالثاني
- أسبوع المواطنة لأبناء الجزائر
- قالوا... عن أسبوع المواطنة
- الأسرة الإعلامية تشيد بالنشاط
- اليوم الوطني للكشاف.. على درب الأسلاف سائرون
- المجاهد العميد شريف صنصال...قدوة وعطاء
- المجلس الوطني في دورته العادية
- خمسينية الاستقلال...ذاكرة توقظ فينا الهمم
- وفاء لنوفمبر
- مقتطفات لبعض الأنشطة الكشفية عبر الوطن
- شخصيات إستوقفتني
- التربية التي ننشد[1]